# Chilicola granulosa
Chilicola granulosa là một loài Hymenoptera trong họ Colletidae. Loài này được Packer mô tả khoa học năm 2007.